# Johannes Frey
Johannes Frey (12 novembre 1996) è un judoka tedesco.

## Biografia
È fratello minore di Karl-Richard Frey, anche lui judoka di caratura internazionale.
Ha fatto parte della sepdizione tedesca ai Giochi europei di Minsk 2019, senza riuscire a salire sul podio.
Ha rappresentato la Germania all'Olimpiade di Tokyo 2020, vincendo il bronzo nella torneo a squadre miste e classificandosi diciassettesimo nei pesi massimi (oltre 100 kg).

## Palmarès
- Giochi olimpici

Tokyo 2020: bronzo nella squadra mista;